# Eurovision Song Contest 1964
Der 9. Grand Prix Eurovision, so der offizielle Titel in diesem Jahr, fand am 21. März 1964 im Kopenhagener Tivoli statt. Moderiert wurde die Veranstaltung von Lotte Wæver. Zum ersten Mal nahm Portugal an diesem Wettbewerb teil, Schweden pausierte wegen eines Künstlerstreiks.

## Teilnehmer

Teilnehmende Länder
Länder, die bereits an einem früheren ESC teilgenommen hatten, aber nicht im Jahr 1964

Das erste Mal nahm Portugal teil, aber da Schweden eine Pause einlegte, nahmen zum vierten Mal hintereinander sechzehn Länder an dem Eurovision Song Contest teil.

### Wiederkehrende Interpreten
| Land    | Interpret      | Vorherige(s) Teilnahmejahr(e) |
| ------- | -------------- | ----------------------------- |
| Schweiz | Anita Traversi | 1960                          |
| Schweiz | Anita Traversi | Begleitung: 1956 und 1956     |

### Dirigenten
Jedes Lied wurde mit Live-Musik begleitet – folgende Dirigenten leiteten das Orchester bei dem/den jeweiligen Land/Ländern:
- Luxemburg – Jacques Denjean
- Niederlande – Dolf van der Linden
- Norwegen – Karsten Andersen
- Dänemark – Kai Mortensen
- Finnland – George de Godzinsky
- Österreich – Johannes Fehring
- Frankreich – Franck Pourcel
- Vereinigtes Königreich – Harry Rabinowitz
- BR Deutschland – Willy Berking
- Monaco – Michel Colombier
- Portugal – Kai Mortensen
- Italien – Gianfranco Monaldi
- Jugoslawien – Radivoje Spasić
- Schweiz – Fernando Paggi
- Belgien – Henri Segers
- Spanien – Rafael Ibarbia

## Abstimmungsverfahren
Es wurde ein neues Abstimmungsverfahren eingeführt. Jedes Land konnte insgesamt neun Punkte vergeben, wovon der Erstplatzierte innerhalb der Jury fünf Punkte, der Zweite drei Punkte und der Dritte einen Punkt erhielt. Sollte nur ein Lied nominiert sein, erhielte dies alle neun Punkte. Sollten es zwei sein, erhielte das Erste sechs Punkte und das Zweite drei Punkte.

## Platzierungen
| Platz | Startnr. | Land                   | Interpret           | Titel (M = Musik; T = Text)                                                          | Sprache        | Übersetzung                               | Punkte |
| ----- | -------- | ---------------------- | ------------------- | ------------------------------------------------------------------------------------ | -------------- | ----------------------------------------- | ------ |
| 01.   | 12       | Italien                | Gigliola Cinquetti  | Non ho l’età (per amarti) M: Mario Panzeri, Gene Colonnello; T: Nicola Salerno       | Italienisch    | Ich bin zu jung (dich zu lieben)          | 49     |
| 02.   | 08       | Vereinigtes Königreich | Matt Monro          | I Love the Little Things M/T: Tony Hatch                                             | Englisch       | Ich liebe die kleinen Dinge               | 17     |
| 03.   | 10       | Monaco                 | Romuald             | Où sont-elles passées? M: Francis Lai; T: Pierre Barouh                              | Französisch    | Wo sind sie hin                           | 15     |
| 04.   | 01       | Luxemburg              | Hugues Aufray       | Dès que le printemps revient M: Hugues Aufray; T: Jacques Plante                     | Französisch    | Sobald der Frühling kommt                 | 14     |
| 04.   | 07       | Frankreich             | Rachel              | Le chant de Mallory M: André Popp; T: Pierre Cour                                    | Französisch    | Mallorys Lied                             | 14     |
| 06.   | 06       | Österreich             | Udo Jürgens         | Warum nur, warum? M/T: Udo Jürgens                                                   | Deutsch        | –                                         | 11     |
| 07.   | 05       | Finnland               | Lasse Mårtenson     | Laiskotellen M: Lasse Mårtenson; T: Sauvo Puhtila                                    | Finnisch       | Faulenzer                                 | 09     |
| 08.   | 03       | Norwegen               | Arne Bendiksen      | Spiral M: Sigurd Jansen; T: Egil Hagen                                               | Norwegisch     | Spirale                                   | 06     |
| 09.   | 04       | Dänemark               | Bjørn Tidmand       | Sangen om dig M: Aksel V. Rasmussen; T: Mogens Dam                                   | Dänisch        | Das Lied über dich                        | 04     |
| 10.   | 02       | Niederlande            | Anneke Grönloh      | Jij bent mijn leven M: Ted Powder; T: René de Vos                                    | Niederländisch | Du bist mein Leben                        | 02     |
| 10.   | 15       | Belgien                | Robert Cogoi        | Près de ma rivière M/T: Robert Cogoi                                                 | Französisch    | In der Nähe meines Flusses                | 02     |
| 12.   | 16       | Spanien                | Nelly, Tim und Tony | Caracola M/T: Fina de Calderón                                                       | Spanisch       | Muschel                                   | 01     |
| 13.   | 09       | BR Deutschland         | Nora Nova           | Man gewöhnt sich so schnell an das Schöne M: Rudi von der Dovenmühle; T: Nils Nobach | Deutsch        | –                                         | 0      |
| 13.   | 11       | Portugal               | António Calvário    | Oração M: João Nobre; T: Francisco Nicholson, Rogério Braçinha                       | Portugiesisch  | Gebet                                     | 0      |
| 13.   | 13       | Jugoslawien            | Sabahudin Kurt      | Život je sklopio krug M: Srđan Matijević; T: Stevan Raičković                        | Bosnisch       | Der Kreis des Lebens hat sich geschlossen | 0      |
| 13.   | 14       | Schweiz                | Anita Traversi      | I miei pensieri M: Giovanni Pelli; T: Sanzio Chiesa                                  | Italienisch    | Meine Gedanken                            | 0      |

## Punktevergabe
| Land | Abstimmungsergebnisse | Abstimmungsergebnisse | Abstimmungsergebnisse | Abstimmungsergebnisse | Abstimmungsergebnisse | Abstimmungsergebnisse | Abstimmungsergebnisse | Abstimmungsergebnisse | Abstimmungsergebnisse | Abstimmungsergebnisse | Abstimmungsergebnisse | Abstimmungsergebnisse | Abstimmungsergebnisse | Abstimmungsergebnisse | Abstimmungsergebnisse | Abstimmungsergebnisse | Abstimmungsergebnisse | Abstimmungsergebnisse |
| Land | Punkte                | LU                    | NL                    | NO                    | DK                    | FI                    | AT                    | FR                    | UK                    | DE                    | MC                    | PT                    | IT                    | YU                    | CH                    | BE                    | ES                    | Votings               |
| --- | --------------------- | --------------------- | --------------------- | --------------------- | --------------------- | --------------------- | --------------------- | --------------------- | --------------------- | --------------------- | --------------------- | --------------------- | --------------------- | --------------------- | --------------------- | --------------------- | --------------------- | --------------------- |
| Luxemburg | 14                    |                       | 3                     | –                     | –                     | –                     | –                     | 3                     | –                     | 5                     | –                     | –                     | 3                     | –                     | –                     | –                     | –                     | 04                    |
| Niederlande | 02                    | –                     |                       | –                     | 1                     | –                     | –                     | –                     | 1                     | –                     | –                     | –                     | –                     | –                     | –                     | –                     | –                     | 02                    |
| Norwegen | 06                    | –                     | –                     |                       | 5                     | 1                     | –                     | –                     | –                     | –                     | –                     | –                     | –                     | –                     | –                     | –                     | –                     | 02                    |
| Dänemark | 04                    | –                     | –                     | 1                     |                       | –                     | –                     | –                     | –                     | –                     | –                     | –                     | –                     | –                     | –                     | –                     | 3                     | 02                    |
| Finnland | 09                    | –                     | –                     | 3                     | 3                     |                       | –                     | –                     | 3                     | –                     | –                     | –                     | –                     | –                     | –                     | –                     | –                     | 03                    |
| Österreich | 11                    | –                     | –                     | –                     | –                     | –                     |                       | –                     | –                     | –                     | –                     | –                     | 5                     | –                     | –                     | 1                     | 5                     | 03                    |
| Frankreich | 14                    | 1                     | –                     | –                     | –                     | –                     | 3                     |                       | –                     | –                     | 5                     | 3                     | –                     | 1                     | –                     | –                     | 1                     | 06                    |
| Vereinigtes Königreich                                                                                                 | 17                    | –                     | 1                     | 5                     | –                     | 3                     | 1                     | 1                     |                       | 1                     | –                     | –                     | –                     | –                     | 5                     | –                     | –                     | 07                    |
| Deutschland | 0                     | –                     | –                     | –                     | –                     | –                     | –                     | –                     | –                     |                       | –                     | –                     | –                     | –                     | –                     | –                     | –                     | 0                     |
| Monaco | 15                    | 3                     | –                     | –                     | –                     | –                     | –                     | 5                     | –                     | –                     |                       | –                     | –                     | 3                     | 1                     | 3                     | –                     | 05                    |
| Portugal | 0                     | –                     | –                     | –                     | –                     | –                     | –                     | –                     | –                     | –                     | –                     |                       | –                     | –                     | –                     | –                     | –                     | 0                     |
| Italien | 49                    | 5                     | 5                     | –                     | –                     | 5                     | 5                     | –                     | 5                     | 3                     | 3                     | 5                     |                       | 5                     | 3                     | 5                     | –                     | 11                    |
| Jugoslawien | 0                     | –                     | –                     | –                     | –                     | –                     | –                     | –                     | –                     | –                     | –                     | –                     | –                     |                       | –                     | –                     | –                     | 0                     |
| Schweiz | 0                     | –                     | –                     | –                     | –                     | –                     | –                     | –                     | –                     | –                     | –                     | –                     | –                     | –                     |                       | –                     | –                     | 0                     |
| Belgien | 02                    | –                     | –                     | –                     | –                     | –                     | –                     | –                     | –                     | –                     | 1                     | 1                     | –                     | –                     | –                     |                       | –                     | 02                    |
| Spanien | 01                    | –                     | –                     | –                     | –                     | –                     | –                     | –                     | –                     | –                     | –                     | –                     | 1                     | –                     | –                     | –                     |                       | 01                    |
| Die Tabelle ist senkrecht nach der Auftrittsreihenfolge geordnet, waagerecht nach der chronologischen Punkteverlesung. |                       |                       |                       |                       |                       |                       |                       |                       |                       |                       |                       |                       |                       |                       |                       |                       |                       |                       |

### Vergabe der Höchstwertungen
| Anzahl | Land                   | erhalten von                                                                                         |
| ------ | ---------------------- | --- |
| 8      | Italien                | Luxemburg, Niederlande, Finnland, Österreich, Vereinigtes Königreich, Portugal, Jugoslawien, Belgien |
| 2      | Österreich             | Italien, Spanien                                                                                     |
| 2      | Vereinigtes Königreich | Norwegen, Schweiz                                                                                    |
| 1      | Frankreich             | Monaco                                                                                               |
| 1      | Luxemburg              | BR Deutschland                                                                                       |
| 1      | Monaco                 | Frankreich                                                                                           |
| 1      | Norwegen               | Dänemark                                                                                             |

## Sonstiges
- Es gibt keine bewegten Aufnahmen von der Sendung. Lediglich eine Radioaufnahme existiert.[1]
- Belgien: Zu einem Zwischenfall kam es, als vor der Vorstellung des belgischen Beitrags ein Mann die Bühne stürmen wollte, um mit den Worten „Nieder mit Franco, nieder mit Salazar“ gegen die Militärregimes in Spanien und im erstmals teilnehmenden Portugal zu protestieren.
- Portugal: Portugal erhielt bei der ersten Teilnahme keine Punkte.